# Stavanger Idrettshall
Die Stavanger Idrettshall (deutsch Stavanger Sporthalle) ist eine Mehrzweckhalle im Stadtviertel Tjensvoll der viertgrößten norwegischen Stadt Stavanger, Provinz Rogaland, an der Südspitze des Landes. Es ist die Heimspielstätte von Viking Håndball und des Floorballvereins Stavanger Innebandyklubb.

## Geschichte
Die Halle wurde 1979 eingeweiht. Die Ränge bieten 4100 Plätze, wovon 2300 Sitzplätze fest installiert sind. Die Halle war Austragungsort von Handball-Welt- und Europameisterschaften. 1999 war die Stavanger Idrettshall Spielort von sechs Partien der Vorrundengruppe A der Handball-Weltmeisterschaft der Frauen. Neun Jahre später war die Halle in Stavanger einer von fünf Austragungsorte der Handball-Europameisterschaft der Männer 2008. Neben der Gruppe A fanden auch Begegnungen der Gruppe I der Hauptrunde in Stavanger statt. 2020 war die Halle als einer der norwegischen Spielorte der Handball-Europameisterschaft der Frauen in Norwegen und Dänemark vorgesehen. Kurz vor dem Turnier zog sich Norwegen wegen der COVID-19-Pandemie von der EM zurück. 2025 soll die Handball-Weltmeisterschaft der Männer in elf Hallen in Kroatien, Dänemark und Norwegen ausgetragen werden. Als möglicher Spielort steht u. a. die Stavanger Idrettshall auf der Liste.

## Hallenbereiche
Die Mehrzweckarena ist in vier Hallenbereiche mit einer Spielfläche von 4890 m² aufgeteilt. Jeder Bereich ist mit Umkleidekabinen, Kiosk, Soundsystem, Anzeigetafel, elektrische Lautsprecheranlage und Tribüne ausgestattet. Neben dem Sport wird die Halle auch für Messen, Ausstellungen oder Tagungen genutzt. Die Fläche verfügt auch über eine Leichtathletiklaufbahn und eine ballwurfsichere Sporthallendecke.
- Bereich A: Ausgestattet für Badminton, Tischtennis, Handball, Floorball und Volleyball
- Bereich B: Ausgestattet für Badminton, Handball, Floorball und Volleyball
- Bereich C: Ausgestattet für Badminton, Handball, Floorball und Volleyball
- Bereich D: Ausgestattet für Badminton, Tischtennis, Bowls, Handball, Floorball und Volleyball
- Leichtathletik-Sprintstrecke
- Besprechungsraum 1 (1 bis 30 Plätze, 91 m² Fläche)
- Besprechungsraum 2 (1 bis 30 Plätze, 64 m² Fläche)
- Kraftraum 1 (156 m² Fläche und 2,5 m Deckenhöhe)
- Kraftraum 2 (66 m² Fläche und 2,5 m Deckenhöhe)